# Ивичеста пясъчна жаба
Ивичеста пясъчна жаба (Tomopterna cryptotis) е вид жаба от семейство Pyxicephalidae. Видът не е застрашен от изчезване.

## Разпространение
Разпространен е в Ангола, Ботсвана, Джибути, Еритрея, Етиопия, Замбия, Зимбабве, Камерун, Кения, Лесото, Мавритания, Малави, Мали, Мозамбик, Намибия, Нигер, Нигерия, Свазиленд, Сенегал, Сомалия, Танзания, Уганда, Южен Судан и Южна Африка.

## Описание
Популацията на вида е стабилна.